# Edinaldo Gomes Pereira
Edinaldo Gomes Pereira (Santo André, 25 de agosto de 1988), más conocido como Naldo, es un futbolista brasileño que juega la demarcación de defensa en el Leixões S. C. de la Segunda División de Portugal.

## Trayectoria
Tras pasar por varios clubes en categorías inferiores, debutó en 2010 como profesional en el club União São João E. C. Más tarde adquirió una amplia trayectoria deportiva en el fútbol brasileño, tras jugar en equipos como el Cascavel, Lemense, Oeste, Ponte Preta, Cruzeiro y Grêmio.
En enero de 2013 firmó por el Granada C. F. de la Primera División de España, que lo cedió al Bologna F. C. 1909 para jugar en la liga italiana hasta el final de la temporada. En julio fichó por el Udinese Calcio, con el disputó 17 partidos oficiales en la campaña 2013-14.
El 1 de septiembre de 2014 fue cedido al Getafe C. F., y la temporada siguiente al Sporting de Lisboa. 
En la temporada 2016-17 se marchó traspasado al F. C. Krasnodar ruso, donde estuvo un año antes de regresar a la liga española para jugar en el R. C. D. Espanyol. Allí estuvo durante tres temporadas en Primera División, hasta que en julio de 2020 consumaron el descenso a la Segunda División.
En septiembre del mismo año, tras rescindir su contrato con el R. C. D. Espanyol, se comprometió con el Antalyaspor Kulübü de Turquía por dos temporadas. Una vez terminó su vinculación con el conjunto otomano, se marchó a Arabia Saudita para jugar en el Al-Taawoun F. C. Después de esta experiencia de un año regresó al Antalyaspor.
El 26 de julio de 2024 volvió al fútbol español tras anunciarse su fichaje por el Racing Club de Ferrol. Estuvo una temporada y en julio de 2025 regresó a Portugal para jugar en el Leixões S. C.

## Clubes
| Club                        | País           | Año       |
| --------------------------- | -------------- | --------- |
| União São João E. C.        | Brasil         | 2010-2012 |
| A. A. Ponte Preta (cesión)  | Brasil         | 2010      |
| Cruzeiro E. C. (cesión)     | Brasil         | 2011      |
| Grêmio F.-B. P. A. (cesión) | Brasil         | 2012      |
| Granada C. F.               | España         | 2013      |
| Bologna F. C. 1909 (cesión) | Italia         | 2013      |
| Udinese Calcio              | Italia         | 2013-2015 |
| Getafe C. F. (cesión)       | España         | 2014-2015 |
| Sporting de Lisboa          | Portugal       | 2015-2016 |
| F. C. Krasnodar             | Rusia          | 2016-2017 |
| R. C. D. Espanyol           | España         | 2017-2020 |
| Antalyaspor                 | Turquía        | 2020-2022 |
| Al-Taawoun F. C.            | Arabia Saudita | 2022-2023 |
| Antalyaspor                 | Turquía        | 2023-2024 |
| Racing Club de Ferrol       | España         | 2024-2025 |
| Leixões S. C.               | Portugal       | 2025-     |

## Palmarés

### Títulos nacionales
| Título                | Club               | País     | Año  |
| --------------------- | ------------------ | -------- | ---- |
| Supercopa de Portugal | Sporting de Lisboa | Portugal | 2015 |